# 1984 في المملكة المتحدة
فيما يلي قوائم الأحداث التي وقعت خلال عام 1984 في المملكة المتحدة.

## أحداث
- 12 أكتوبر – تفجير فندق برايتون

## سياسة

### تعيين في المنصب
- 26 أكتوبر – جون سميث وزير ظل الدولة لشؤون الأعمال والابتكار والمهارات [الإنجليزية]‏.
- 28 ديسمبر – تيد هيوز شاعر بلاط المملكة المتحدة.

### انتهاء فترة المنصب
- 26 أكتوبر – جون سميث وزير الظل للدولة للعمالة [الإنجليزية]‏.

## رياضة
- 1 يناير – بطولة ويمبلدون 1984

## أفلام
من الأفلام التي صدرت هذه السنة في المملكة المتحدة:
- 1 يناير – الضربة من إخراج ستيفن فريرز.
- 1 يناير – حقول القتل من إخراج رولاند جوفي.
- 1 يناير – طريق إلى الهند من إخراج ديفيد لين.
- 17 يونيو – سوبرمان 3 من إخراج ريتشارد ليستير.
- 26 أكتوبر – ذا تيرميناتور من إخراج جيمس كاميرون.

## برامج ومسلسلات وأنمي
- السنافر

## موسيقى

### أغاني
من الأغاني التي صدرت هذه السنة في المملكة المتحدة:
- 6 نوفمبر – مثل العذراء من غناء مادونا.

## كتب
من الكتب التي صدرت هذه السنة في المملكة المتحدة:
- 1 يناير – مجموعة مكسيكو من تأليف لين ديتون.

## مواليد

### يناير
- 1 يناير – انتحار كيلي يومانس
- 2 يناير – روني هنري لاعب كرة قدم إنجليزي.
- 8 يناير – ماثيو كيلغالون لاعب كرة قدم إنجليزي.
- 17 يناير – كالفين هاريس
- 20 يناير – ديفيد لوري لاعب كرة قدم إنجليزي.
- 21 يناير – ويس مورغان لاعب كرة قدم إنجليزي.
- 25 يناير – فارا ويليامز لاعبة كرة قدم من المملكة المتحدة.
- 26 يناير – إيان تورنر لاعب كرة قدم إنجليزي.
- 31 يناير – دين مارني لاعب كرة قدم إنجليزي.

### فبراير
- 1 فبراير – دارين فليتشر لاعب كرة قدم إنجليزي.
- 2 فبراير – دون برودهيرست
- 6 فبراير – دارين بينت لاعب كرة قدم إنجليزي.
- 14 فبراير – ستيفاني ليونيداس
- 21 فبراير – جايسون ووكر لاعب كرة قدم من المملكة المتحدة.

### مارس
- 1 مارس – ديفيد مورفي لاعب كرة قدم إنجليزي.
- 14 مارس – أنتوني لويد لاعب كرة قدم بريطاني.
- 14 مارس – ستيوارت جونز لاعب كرة قدم بريطاني.
- 18 مارس – غاري روبرتس لاعب كرة قدم من المملكة المتحدة.

### أبريل
- 5 أبريل – إميلي ويستود لاعب كرة قدم إنجليزي.
- 16 أبريل – كلير فوي ممثلة بريطانية.
- 22 أبريل – ميشيل ريان ممثلة بريطانية.
- 25 أبريل – أليكس ووكر لاعب كرة قدم اسكتلندي.

### مايو
- 2 مايو – بيتر تومسون لاعب كرة قدم أيرلندي شمالي.
- 5 مايو – كريس بيرتشول لاعب كرة قدم ترنيدادي.
- 6 مايو – جيسيكا جوردان
- 10 مايو – آصلى أنور ممثلة تركية.
- 14 مايو – أولي مورس
- 14 مايو – نايجل ريو كوكر لاعب كرة قدم بريطاني.
- 17 مايو – باسنجر
- 17 مايو – كريستين أوهوروجو
- 29 مايو – سارة إسحاق منتجة أفلام يمنية.

### يونيو
- 11 يونيو – أندي لي ملاكم أيرلندي.
- 14 يونيو – شوفان دوناهي مغنية بريطانية.

### يوليو
- 5 يوليو – ماثيو هول
- 7 يوليو – آدم هارفي ممثل بريطاني.
- 9 يوليو – ليام روسينيور لاعب كرة قدم إنجليزي.
- 14 يوليو – إميلي ويبلي سميث لاعبة كرة مضرب بريطانية.
- 18 يوليو – سام سيكستون ملاكم من المملكة المتحدة.
- 18 يوليو – لي برانارد لاعب كرة قدم إنجليزي.
- 21 يوليو – ليام ريدغويل لاعب كرة قدم بريطاني.
- 22 يوليو – ستيوارت داونينغ لاعب كرة قدم إنجليزي.
- 23 يوليو – قايد محمد لاعب كرة قدم إنجليزي.

### أغسطس
- 6 أغسطس – أندي ويلكينسون لاعب كرة قدم إنجليزي.
- 6 أغسطس – ستيفن سيمونز
- 8 أغسطس – كيرك برودفود لاعب كرة قدم اسكتلندي.
- 9 أغسطس – بول غالاغير لاعب كرة قدم إنجليزي.
- 13 أغسطس – كولن فليمنغ لاعب كرة مضرب بريطاني.
- 14 أغسطس – سيمون أندروز متسابق دراجات نارية من المملكة المتحدة.
- 14 أغسطس – نيكولا سلاتر لاعبة كرة مضرب بريطانية.
- 19 أغسطس – ريان تايلور لاعب كرة قدم إنجليزي.
- 23 أغسطس – أشلي ويليامز لاعب كرة قدم بريطاني.
- 23 أغسطس – غلين جونسون لاعب كرة قدم إنجليزي.
- 27 أغسطس – ديفيد بينتلي لاعب كرة قدم إنجليزي.

### سبتمبر
- 2 سبتمبر – جاك بينات مغني بريطاني.
- 11 سبتمبر – آدم العبد لاعب كرة قدم مصري.
- 13 سبتمبر – دينتون فاسل ملاكم من المملكة المتحدة.
- 15 سبتمبر – الأمير هاري
- 18 سبتمبر – ديزي رسكال
- 20 سبتمبر – إدوارد جونسون لاعب كرة قدم بريطاني.
- 25 سبتمبر – أنابيل واليس
- 28 سبتمبر – أليكس بروس لاعب كرة قدم بريطاني.
- 29 سبتمبر – ليزا غورملي ممثلة أسترالية.
- 30 سبتمبر – كيشا بوكانان

### أكتوبر
- 11 أكتوبر – جيما ميرنا
- 15 أكتوبر – جيسي وير
- 16 أكتوبر – شاين وارد مغني من المملكة المتحدة.
- 21 أكتوبر – كيران ريتشاردسون لاعب كرة قدم إنجليزي.
- 23 أكتوبر – كيرين ويستوود لاعب كرة قدم أيرلندي.
- 24 أكتوبر – إميلي باركلي ممثلة نيوزيلندية.
- 25 أكتوبر – كولن مارشال لاعب كرة قدم اسكتلندي.
- 27 أكتوبر – كيلي أوزبورن
- 29 أكتوبر – كيفين ميتشل
- 29 أكتوبر – ليزلي ديفيز لاعب كرة قدم ويلزي.

### نوفمبر
- 1 نوفمبر – كيفين فولي لاعب كرة قدم أيرلندي.
- 1 نوفمبر – ناتاليا تينا
- 4 نوفمبر – ديفيد جونز لاعب كرة قدم إنجليزي.
- 16 نوفمبر – جيما أتكينسون
- 16 نوفمبر – مارك بان لاعب كرة قدم إنجليزي.
- 20 نوفمبر – جوستن هويت لاعب كرة قدم إنجليزي.
- 30 نوفمبر – ألان هاتون لاعب كرة قدم إنجليزي.

### ديسمبر
- 7 ديسمبر – كريس تشالك ممثل أمريكي.
- 8 ديسمبر – كريغ هالفورد لاعب كرة قدم إنجليزي.
- 11 ديسمبر – ليتون باينز لاعب كرة قدم إنجليزي.
- 14 ديسمبر – كريس برانت لاعب كرة قدم إنجليزي.
- 16 ديسمبر – ثيو جيمس ممثل إنجليزي.
- 17 ديسمبر – أندرو دافيز لاعب كرة قدم إنجليزي.
- 20 ديسمبر – جون موراي ملاكم من المملكة المتحدة.
- 28 ديسمبر – شون سانت ليدجر لاعب كرة قدم أيرلندي.

## وفيات

### يناير
- 1 يناير – ريجي مين (مواليد 1907)

### مارس
- 3 مارس – جون بيرترام آدامز (مواليد 1920)
- 3 مارس – رينتي موناغان (مواليد 1920) ملاكم من المملكة المتحدة.
- 28 مارس – مايكل كيبنغ (مواليد 1902) لاعب ومدرب كرة قدم إنجليزي.

### أبريل
- 15 أبريل – تومي كوبر (مواليد 1921)
- 15 أبريل – كلير وينيكوت (مواليد 1906)

### مايو
- 4 مايو – ديانا دورس (مواليد 1931)
- 4 مايو – ويلي أورموند (مواليد 1927) لاعب كرة قدم اسكتلندي.
- 24 مايو – ستانلي هوكر (مواليد 1907)

### يونيو
- 20 يونيو – استل وينوود (مواليد 1883)

### يوليو
- 27 يوليو – جيمس ماسون (مواليد 1909) ممثل بريطاني.

### أغسطس
- 5 أغسطس – ريتشارد برتون (مواليد 1925)
- 14 أغسطس – جيه.بي بريستلي (مواليد 1894) كاتب إنجليزي.

### سبتمبر
- 19 سبتمبر – جورج حوراني (مواليد 1913)

### أكتوبر
- 14 أكتوبر – مارتين رايل (مواليد 1918)
- 20 أكتوبر – بول ديراك (مواليد 1902)

### نوفمبر
- 22 نوفمبر – توم ميتشيل (مواليد 1899)
- 25 نوفمبر – ميني أبركرومبي (مواليد 1909)

### ديسمبر
- 5 ديسمبر – ايثيل مانين (مواليد 1900) كاتبة إنجليزية.
- 24 ديسمبر – بيتر لوفورد (مواليد 1923)